# La polvere degli dei
La polvere degli dei (Northwest of Earth) è una raccolta di racconti di fantasy e fantascienza composti da Catherine Lucille Moore e originariamente editi sulla rivista Weird Tales fra marzo 1935 e aprile 1939; fu pubblicata per la prima volta negli Stati Uniti nel 1954 dalla casa editrice Gnome Press.
Si tratta della prosecuzione diretta dell'antologia Shambleau (Shambleau and Others), pubblicata l'anno precedente dal medesimo editore: contiene infatti cinque racconti del ciclo di Northwest Smith e due della saga di Jirel di Joiry, proseguendo le vicende dei due personaggi da dove si erano interrotte in Shambleau.
È stato parzialmente tradotto in Italiano nel 1966 nella collana La Bussola SF di La Tribuna, a cura e nella traduzione di Ugo Malaguti.

## Contenuto della raccolta
1. La polvere del dio (Dust of Gods), Weird Tales agosto 1934:
2. Paradiso perduto (Lost Paradise), Weird Tales luglio 1936;
3. Il paese delle tenebre (The Dark Land), Weird Tales gennaio 1936;
4. Julhi (Julhi), Weird Tales marzo 1935;
5. Hellsgarde (Hellsgarde), Weird Tales aprile 1939;
6. Il freddo dio grigio (The Cold Gray God), Weird Tales ottobre 1935;
7. Yvala (Yvala), Weird Tales febbraio 1936;

Per motivi non noti l'edizione italiana tagliò il racconto Julhi; esso fu quindi tradotto per la prima volta in Northwest Smith il terrestre, Fantacollana 44, Editrice Nord, 1982.